# صدف گردن‌کوتاه

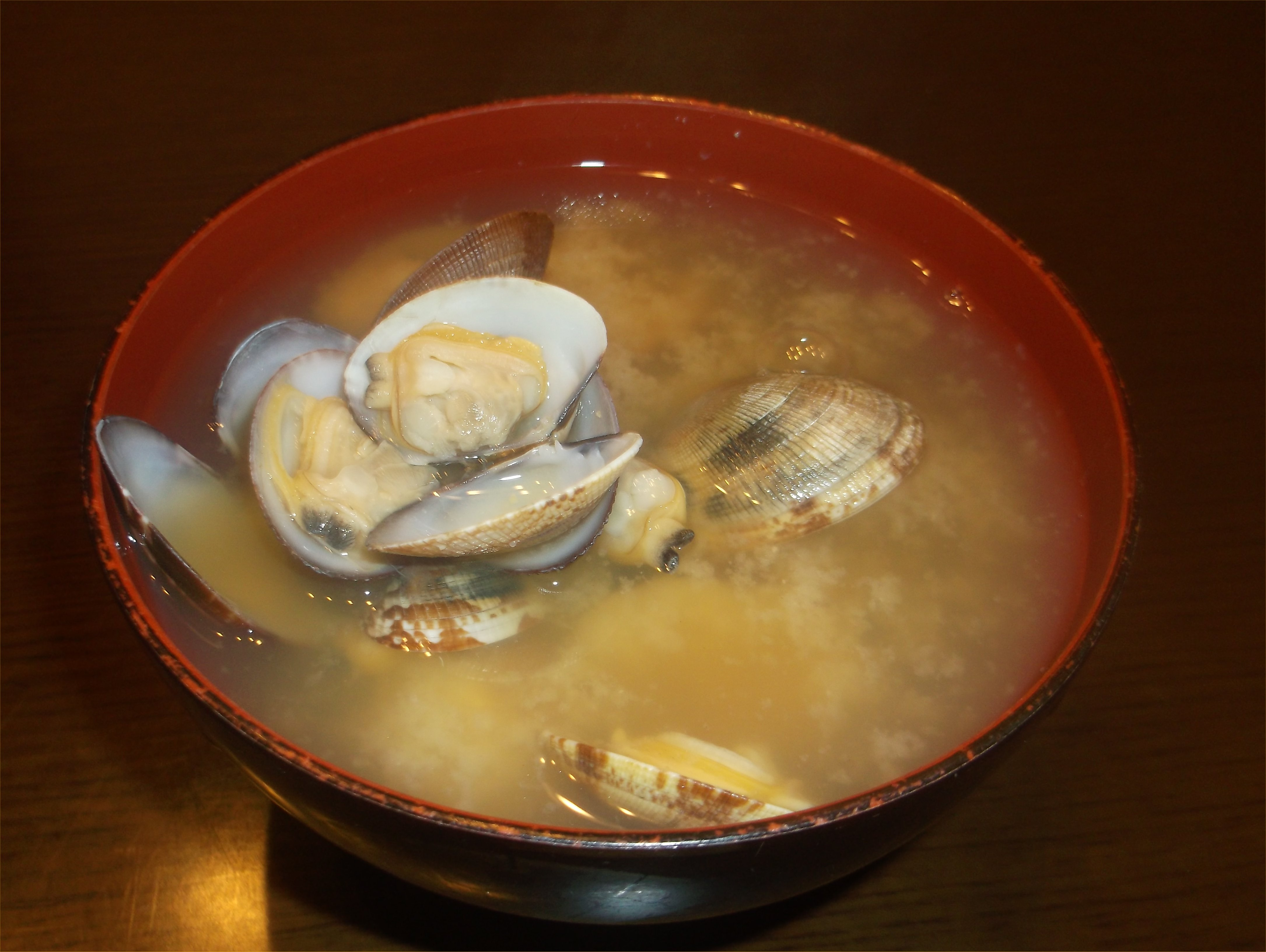

صدف گردن‌کوتاه (نام علمی: Venerupis philippinarum) نام یک گونه از راسته صدف‌های سفت‌پوسته است.
در زبان ژاپنی آساری (アサリ) نامیده می شود و یکی از عناصر سوشی است.